# Édifice de la Banque-Canadienne-Impériale-de-Commerce
L'édifice de la Banque-Canadienne-Impériale-de-Commerce est un bâtiment situé au 265, rue Saint-Jacques à Montréal, dans le quartier historique du Vieux-Montréal. Conçu par Darling and Pearson (en), il a été construit en 1906-1909, dans le style d'architecture édouardienne, afin de loger les bureaux montréalais de la Banque canadienne impériale de commerce.
En 2012, les propriétaires du théâtre Rialto achètent l'ancienne banque comme lieu d'événement, appelé le Théâtre St-James.

## Histoire

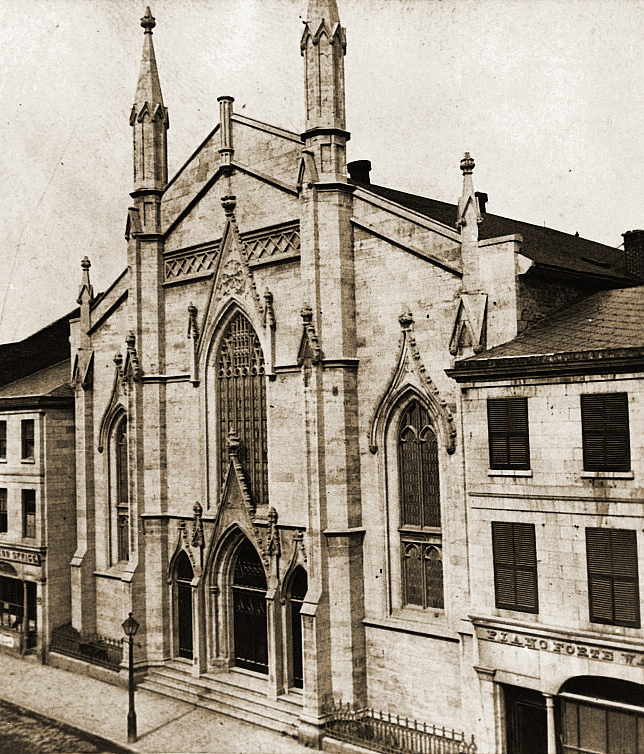
L'ancienne église St. James

L’édifice est le troisième bâtiment majeur sur ce site. En 1888-1889, l’église méthodiste St. James est démolie pour ériger l’immeuble Temple, un immeuble de bureaux de sept étages qui est l’un des édifices les plus prestigieux de la métropole. Mais seulement vingt ans plus tard, au printemps 1907, on décide pourtant de le démolir pour le remplacer par l’édifice de la Banque-Canadienne-Impériale-de-Commerce.